# 刘朝震
刘朝震（1962年8月—），男，汉族，中华人民共和国政治人物。中央党校大学学历。现任朝阳市政协主席。

## 生平
1983年6月加入中国共产党。曾任锦州市总工会主席、党组书记。 
2014年1月任中共朝阳市委常委、政法委书记。
2018年1月当选朝阳市政协主席。